# Абаете
Абаете (порт. Abaeté) - муніципалітет в Бразилії, входить до штату Мінас-Жерайс. Складова частина мезорегіони Центр штату Мінас-Жерайс. Входить в економіко-статистичний мікрорегіон Трес-Маріас. Населення становить 23 595 осіб на 2006 рік. Займає площу 1 816,856 км². Щільність населення - 13,0 чол./км².

## Історія
Місто засноване 5 вересня 1870 року. Походження назви пов'язане з самопозначенням племен, які тут проживали (мовою тупи - «мужня людина»).

## Економіка
Основні види економічної діяльності - сільське господарство (тваринництво, цукровий очерет, кукурудза) і торгівля. У місті дуже активно розвинений незаконний обіг наркотиків.
Місцевий карнавал визнаний одним з найкращих в штаті Мінас-Жерайс.

## Статистика
- Валовий внутрішній продукт на 2003 становить 114.540.347,00 реалів (дані: Бразильський інститут географії та статистики).
- Валовий внутрішній продукт на душу населення на 2003 становить 4.973,74 реалів (дані: Бразильський інститут географії та статистики).
- Індекс розвитку людського потенціалу на 2000 становить 0,778 (дані: Програма розвитку ООН).

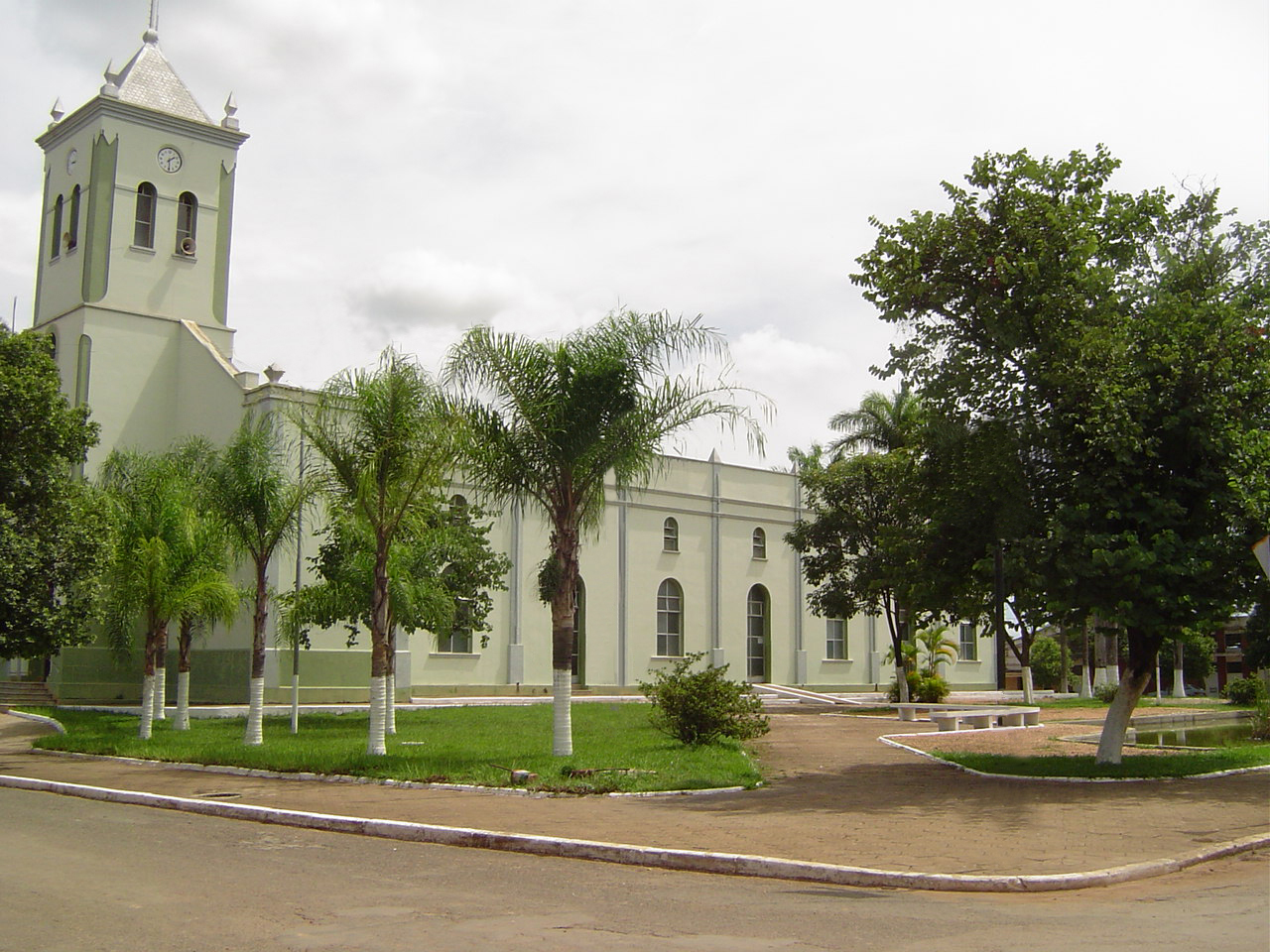
Собор

| Бразилія | Це незавершена стаття з географії Бразилії. Ви можете допомогти проєкту, виправивши або дописавши її. |